# Turn Out the Stars
Turn Out the Stars è un album dal vivo del musicista statunitense Bill Evans, pubblicato postumo nel 1994.

## Tracce
1. I Do It for Your Love (Paul Simon) - 5:31
2. Turn Out the Stars (Bill Evans) - 7:06
3. My Romance (Lorenz Hart, Richard Rodgers) -7:51
4. Laurie (Evans) - 7:16
5. The Two Lonely People (Bill Evans, Carol Hall) - 6:12
6. Peau Douce (Steve Swallow) - 6:00
7. But Beautiful (Johnny Burke, Jimmy Van Heusen) - 4:13

## Formazione
- Bill Evans - piano
- Marc Johnson - basso
- Joe LaBarbera - batteria